# Aleksej Aleksandrovič Starobinski
Aleksej Aleksandrovič Starobinski (rusko Алексе́й Алекса́ндрович Староби́нский), ruski fizik in kozmolog, * 19. april 1948, Moskva, Sovjetska zveza (sedaj Rusija), † 21. december 2023.
Starobinski je raziskoval na področju fizike klasične in kvantne gravitacije, kozmologije in relativistične astrofizike.

## Življenje in delo
Leta 1966 je končal 11-letno Fizikalno-matematično šolo št. 5 v Moskvi in tega leta začel študirati na Fizikalni fakulteti moskovske univerze. Na univerzi je študiral v eni teoretični skupini z Aleksandrom Grosbergom in Andrejem Lindejem. Doktoriral je januarja 1972.
V 1970-ih je raziskoval teorijo nastanka delcev v zgodnjem Vesolju ter nastanek delcev in sevanja iz vrtečih se črnih lukenj (1973/74), kar je predhodnica teorije Hawkingovega sevanja.
Leta 1979 je med prvimi predlagal realistično in dosledno teorijo inflacije Vesolja. Njegov model (inflacija Starobinskega) je bil relativno zapleten in je sicer malo povedal kako bi se takšen proces lahko začel. Istega leta je Guth neodvisno razvil inflacijski model, ki je podal mehanizem za začetek inflacijskega obdobja – razpad lažnega vakuuma v 'mehurčke' 'pravega vakuuma', ki so se širili s svetlobno hitrostjo. Starobinski je zapazil, da bi lahko bili kvantni popravki splošne teorije relativnosti pomembni v zgodnjem Vesolju. To je v splošnem vodilo do kvadratnih ukrivljenostnih popravkov Einstein-Hilbertove akcije. Rešitev Einsteinovih enačb polja s členi kvadratne ukrivljenosti, ko so ukrivljenosti velike, lahko vodi do razpoložljive kozmološke konstante, tako da je Starobinski predlagal, da je zgodnje Vesolje prešlo de Sittrovo fazo, svojo inflacijsko dobo. To je rešilo več tedanjih problemov kozmologije in je vodilo do določenih napovedi za popravke kozmičnega mikrovalovnega prasevanja ozadja, popravke, ki so jih kmalu zatem podrobno izračunali.
Skupaj z Zeldovičem je izračunal količino delcev in srednjo vrednost tenzorja energije-impulza kvantnih polj v enorodnem anizotropnem kozmološkem modelu. Skupaj s Parijskim in sodelavci je pojasnil kolebanje temperature v prasevanju ozadja.
Od leta 1997 je dopisni član Ruske akademije znanosti (RAN).